# Pseudomelatomidae
Pseudomelatomidae là một họ ốc biển, trong liên họ Conoidea.

## Chi
Các chi thuộc họ Pseudomelatomidae gồm:
- Austrocarina Laseron 1954 [1]
  - Austrocarina recta (Hedley, 1903)
- Pseudomelatoma Dall, 1918[2]
- Hormospira Berry, 1958 [3]
  - Hormospira maculosa (Sowerby I, 1834)
- Tiariturris Berry, 1958[4]
  - Tiariturris libya (Dall, 1919)
  - Tiariturris spectabilis Berry, 1958

## Hình ảnh

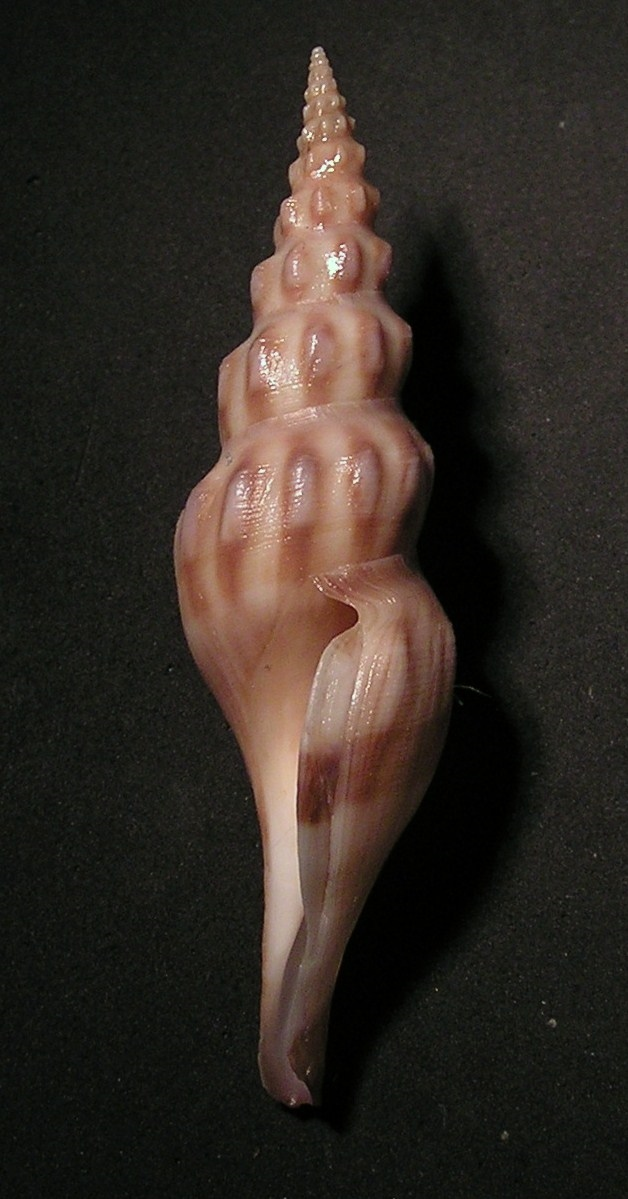